# Габријел Коста
Габријел Аркањо Фереира да Коста (порт. Gabriel Arcanjo Ferreira da Costa; рођен 1954) је саотомеански политичар који је био премијер Сао Томеа и Принсипеа од 2012. године до 2014. године у другом мандату, и први пут од 26. марта 2002. године до 7. октобра 2002. године. Члан је Покрета за ослобођење Сао Томеа и Принсипеа / Социјалдемократске партије (МЛСТП / ПСД). Био је амбасадор у Португалији од 2000. године до 2002. године.